# Pablo Lara
Pablo Lara-Rodríguez (Santa Clara, 30 maggio 1968) è un ex sollevatore cubano che ha gareggiato nella categoria dei pesi medi (fino a 75/76 kg.).

## Carriera
Ha vinto due medaglie olimpiche nel sollevamento pesi. In particolare ha conquistato la medaglia d'oro alle Olimpiadi di Atlanta 1996 nella categoria pesi medi e la medaglia d'argento alle Olimpiadi di Barcellona 1992, anche in quest'occasione nella categoria pesi medi.
Ai Campionati mondiali di sollevamento pesi ha vinto per tre volte la medaglia d'oro ed una volta la medaglia d'argento nella categoria dei pesi medi.
Inoltre, ha vinto tre medaglie d'oro nella stessa categoria ai Giochi Panamericani.
Nel corso della sua carriera di sollevatore Pablo Lara-Rodríguez ha realizzato cinque record mondiali, di cui quattro nella prova di slancio ed uno nel totale.